# Cricotopus festivellus
Cricotopus festivellus är en insektsart som först beskrevs av Jean-Jacques Kieffer 1906. Cricotopus festivellus ingår i släktet Cricotopus, och familjen fjädermyggor. Arten är reproducerande i Sverige. Inga underarter finns listade i Catalogue of Life.